# Mirza coquereli
Mirza coquereli es una especie nocturna de lémur de la familia Cheirogaleidae (lémures enanos o lémures ratones). Como todas las especies de lémur, es endémica de Madagascar. Puede ser encontrado en los bosques caducifolios secos del este de la isla, en la región de Sambirano.
Este lémur es activo durante todo el año, ya que, al contrario de los otros lémures ratón, no hiberna, alimentándose durante la estación seca de las secreciones dulces que producen las larvas de insectos homópteros de la familia Flatidae, y del insecto mismo.
Es una especie arbórea, que se alimenta de frutas, flores, lagartos pequeños, insectos y arañas. Es fuertemente predada por búhos.
La especie fue nombrada en honor del entomólogo francés Charles Coquerel. Fue la única especie de su género hasta 2005, cuando fue descrita la especie Mirza zaza.